# Dromaeschna weiskei
Dromaeschna weiskei – gatunek ważki z rodziny żagnicowatych (Aeshnidae). Występuje w północno-wschodniej Australii.